# Les Mariages d'Agathe
Les Mariages d'Agathe est une série télévisée française en deux épisodes de 52 minutes, diffusés le 9 novembre 2005 sur M6.

## Synopsis
Cette série met en scène Agathe, à la fois organisatrice de mariage et conseillère conjugale auprès des couples en détresse. En revanche, elle a beaucoup de mal à appliquer son savoir-faire dans sa vie personnelle...

## Distribution
- Constance Dollé : Agathe
- Alain Bouzigues : François
- Richaud Valls : Fred
- Marie Montoya : Béa

## Épisodes
1. Le Père d'emprunt
2. Mariage Est-Ouest